# Atilio Herrera
Atilio Raúl Herrera (* 21. Januar 1951 in Buenos Aires) ist ein ehemaliger argentinischer Fußballspieler. Der Verteidiger spielte bei Vereinen in seinem Heimatland und in Chile.

## Karriere
Atilio Herrera, auch Tigre genannt, begann in der Jugend der Boca Juniors. Sein Profidebüt gab der Abwehrspieler 1971 jedoch beim Erzrivalen River Plate. 1973 lief er für den CA Estudiantes und 1974 bis 1975 für den CA Huracán auf. Danach emigrierte Herrera nach Chile und schloss sich dem CSD Colo-Colo an. Größter Erfolg in seiner Zeit bis 1980 bei den Albos war der Gewinn der Meisterschaft 1979.
Nach weiteren Stationen beim CD Palestino und Deportes Iquique kam Herrera 1983 zu den Rangers de Talca. Hier war er Teil des Neuaufbaus, nachdem das Team in der Vorsaison fast abgestiegen war. Herrera war eine zentrale Figur im Verein, der 1985 knapp die Copa Libertadores verpasst hatte. Am Ende hatten die Rangers einen Punkt hinter CD Universidad Católica gelegen. Seine Karriere beendete Herrera 1991 beim CD Magallanes, nachdem er nochmal kurzzeitig in seiner Heimat bei CA San Miguel spielte.

## Erfolge
Colo-Colo
- Chilenischer Meister: 1979